# Genezis szvit

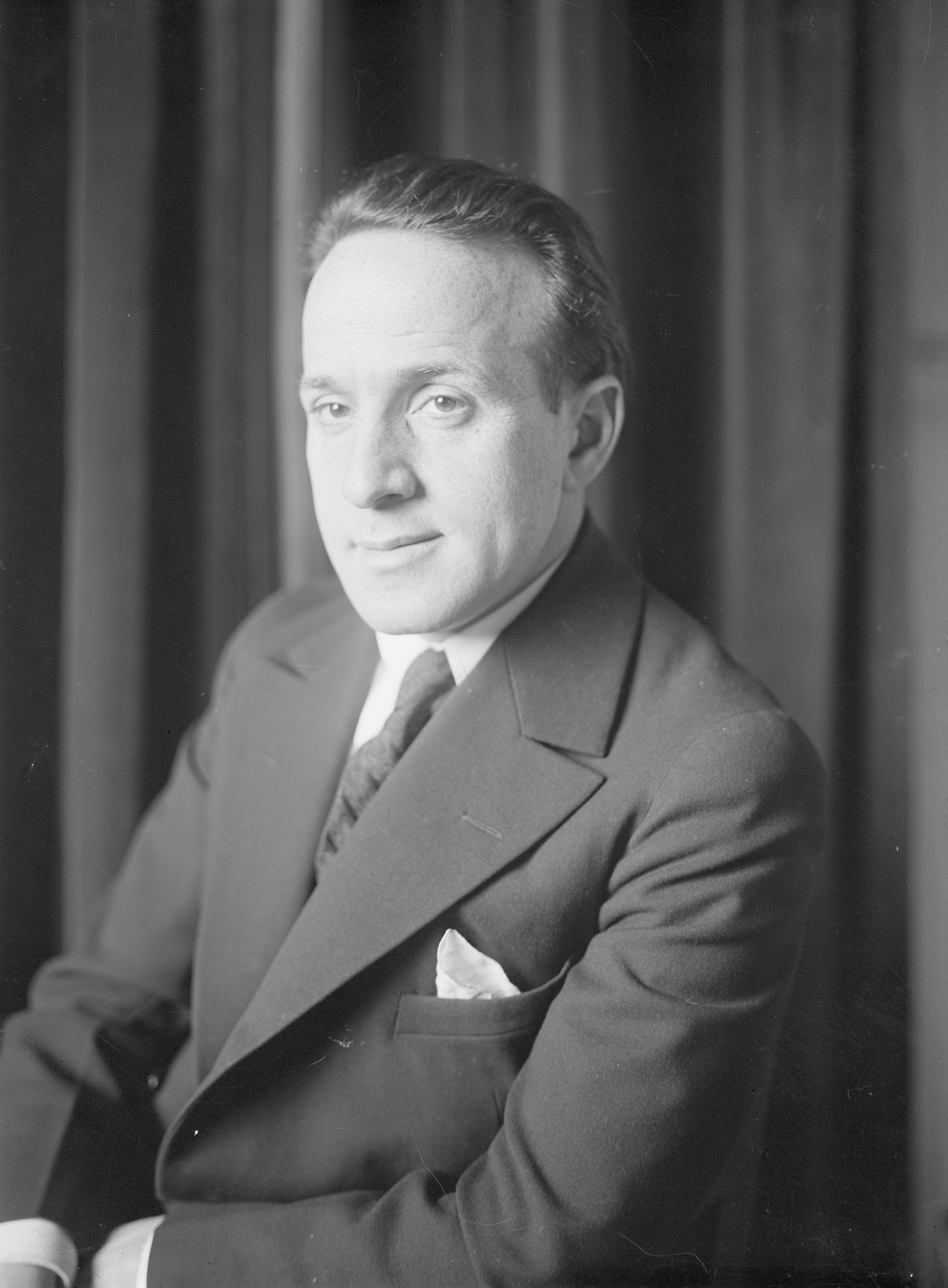
A zeneszerzőket a darab komponálására felkérő Nathaniel Shilkret

A Genezis szvit (Genesis Suite) zenekarra, kórusra és narrátorra több zeneszerző együttműködésében 1945-ben született kompozíció. A héttételes mű a bibliai Teremtés könyve zenei interpretációja, melynek mindegyik tételét egy-egy felkért zeneszerző komponálta, a neves szerzők Arnold Schönberg, Nathaniel Shilkret, Aleksander Tansman, Darius Milhaud, Mario Castelnuovo-Tedesco, Ernst Toch és Igor Stravinsky voltak. A darab a komolyzene és a könnyűzene határainak feloldása mellett, az amerikai rádió- és filmstúdiók neves zeneszerző-karmestere, Nathaniel Shilkret kezdeményezésére keletkezett, a világhírű kortárs zeneszerzők – Schönberg, Stravinsky – mellett felkért Shilkret hollywood-i filmstúdiók szerzőit is. A felkért zeneszerzők Európából az Egyesült Államokba emigrált művészek voltak.

## A mű felépítése
A Genezis szvit a darab elnevezése szerint szvit ugyan, de a hagyományos, tánctételekből álló szvit formától eltér, tételei nem táncok. Felépítése inkább oratórikus, a bibliai szöveget narrátor mondja, zenekari és kórus kísérettel. A kompozíció valójában egy zenei tabló, a koncepció kissé filmszerű is, mivel a szerzők között részben jónevű filmzeneszerzők is voltak. A mű tételei és azok zeneszerzői az alábbi táblázatban láthatók:
| Tétel | Címe                                                      | Zeneszerző                | Bibliai szöveg                                  | Időtartam - Angel | Időtartam - Naxos |
| ----- | --------------------------------------------------------- | ------------------------- | ----------------------------------------------- | ----------------- | ----------------- |
| I     | "Prelude " ("Prelude – Earth was without form ")          | Arnold Schönberg          |                                                 | 5:32              | 5:53              |
| II    | "Teremtés" ("Creation")                                   | Nathaniel Shilkret        | Genesis 1:1–12, 14-31, 2:1–3                    | 9:29              | 11:07             |
| III   | "Ádám és Éva" ("Adam and Eve")                            | Alexandre Tansman         | Genesis 2:5–10, 15–25, 3:1–19                   | 9:58              | 11:32             |
| IV    | "Káin és Ábel" ("Cain and Abel")                          | Darius Milhaud            | Genesis 4:1–16                                  | 5:03              | 4:46              |
| V     | "Az özönvíz" ("Noé bárkája") ("The Flood" ("Noah's Ark")) | Mario Castelnuovo-Tedesco | Genesis 6:5–20, 7:1–4, 11, 18–19, 21–24, 8:1–13 | 9:37              | 11:03             |
| VI    | "The Covenant" ("The Rainbow")                            | Ernst Toch                | Genesis 9:1–17                                  | 5:07              | 5:36              |
| VII   | "Bábel" ("Babel")                                         | Igor Stravinsky           | Genesis 11:1–9                                  | 5:12              | 5:37              |

## Keletkezéstörténet
A mű megszületésének gondolata Nathaniel Shilkretnek - ekkor a Metro-Goldwyn-Mayer zenei igazgatója  - köszönhető, aki már 1943-ban felvázolta elképzeléseit, majd fiának írt 1944. február 9-i levelében pedig beszámol arról, hogy négy tétel már el is készült a darabból.
Nathaniel Shilkret az első tétel – Prelude - komponálására Bartók Bélát kérte fel eredetileg, a felkérés szerint, Shilkret Bartókhoz 1945. augusztus 1-én írt levele alapján, a zongorakivonatnak 1945. szeptember 1-re, a hangszerelésnek szeptember 20-ra kellett volna elkészülnie. Bartók betegsége miatt ez már nem volt lehetséges, a projekt megkeresettjei között volt viszont még Manuel de Falla és Richard Strauss is, de lemondták a felkérést. Shilkret fiának írt 1944. február 9-i leveléből az is kitűnik, hogy Paul Hindemith neve is felmerült arra az esetre, ha Stravinsky nem vállalná a zárótétel komponálását. Végül az elkészült darabban A. Schönberg lett az első tétel, a Prelude zeneszerzője, és Stravinsky pedig az utolsó tétel, a "Bábel" zeneszerzője.
A Genezis szvit ősbemutatójára 1945. november 18-án került sor Los Angelesben, a Janssen Symphony Orchestra karmestere Werner Janssen volt.
A bemutatóval kapcsolatos anekdota szerint az ősbemutató előtti napon tartott próba volt a két alkalom közül az egyik, amikor Stravinsky és Schönberg – akik köztudottan nem szívelték egymást – életükben személyesen is találkozott. Shilkret tervei, hogy a két zeneszerző óriást távol tartsa egymástól, kudarcba fulladt.
A Genezis szvit első lemezfelvétele 1945. december 11-én kezdődött, viszont a zenekari részt és a kórust külön vették fel, a zenekar karmestere Janssen volt, a kórus karnagya pedig Hugo Strelitzer. A felvételhez csak később rögzítették, 1946. júniusa körül, a narrációt, narrátornak az első felvételen az amerikai színészt, Edward Arnoldot kérték fel. A három rész egymásra játszása után a művet Shilkret által megalapított új lemezcég, az Artist Records adta ki egy albumban.

## Média
- Genesis suite a Janssen Symphony Orchestra előadásában